# Аргунов, Иван Александрович
Иван Александрович Аргунов (1922—1988) — советский якутский учёный, журналист, первый председатель Союза журналистов Якутии.
Был специалистом в области истории Якутии советского периода и социологии; автор более 40 научных работ, в том числе 5 монографий.

## Биография
Родился 24 декабря 1922 года в селе Дэбдиргэ Игидейского наслега Таттинского улуса Якутской АССР в крестьянской семье Александра Иннокентьевича и Марии Николаевны Аргуновых.
Окончив Игидейскую семилетнюю школу, в 1938—1941 годах учился в Якутском педагогическом училище. По окончании училища в течение двух лет работал сельским учителем. 
В мае 1943 года был призван в Красную армию. Участник Великой Отечественной войны: окончил курсы командиров, воевал в Польше и Германии. Демобилизовался из армии в декабре 1945 года.
Вернувшись на родину, Иван Аргунов в 1950 году окончил Якутский педагогический институт (ныне Северо-Восточный федеральный университет имени М. К. Аммосова). По 1961 год работал на различных должностях редакционно-издательской работы. В 1961—1965 годах был собственным корреспондентом «Советской России».
В 1965—1970 годах работал редактором объединённой редакции газет «Кыым» и «Социалистическая Якутия». В 1970—1974 годах являлся заведующим отделом пропаганды и агитации Якутского обкома КПСС. 1967—1975 годах избирался депутатом Верховного Совета Якутской АССР VII (1967—1971) и VIII (1971—1975) созывов.
В 1970 году защитил в Якутском государственном университете диссертацию «Партийное руководство начальным этапом культурной революции в Якутской АССР (1920—1927 гг.)» на соискание ученой степени кандидата исторических наук. С 1974 года И. А. Аргунов работал в Институте языка, литературы и истории Якутского филиала Академии наук СССР заведующим лабораторией социологических исследований. С 1982 года — старший научный сотрудник ИЯЛИ.
Умер 27 октября 1988 года в Якутске, был похоронен на Маганском кладбище.

## Память
- В 1998 году Академия наук и Союз журналистов Республики Саха (Якутия) учредили премию для лучших журналистов имени И. А. Аргунова.
- Указом Президента Республики Саха (Якутия) от 18 октября 2010 года № 313 имя И. А. Аргунова присвоено Центральной библиотеке Республики Саха (Якутия).

## Заслуги
- Был награждён орденом Отечественной войны II степени и медалям, в числе которых «За победу над Германией в Великой Отечественной войне 1941—1945 гг.».
- Лауреат республиканской журналисткой премии им. Ем. Ярославского (1980).